# Thỏ Amami
Thỏ Amami (Pentalagus furnessi; phát âm tiếng Okinaw: [ʔosaɡi]), hay Amamino kuro usagi (アマミノクロウサギ 奄美野黒兔 Amamino kuro usagi, nghĩa "thỏ rừng đen Amami"), còn gọi là thỏ Ryukyu, là một loài thỏ lông tối màu sống trên Amami Ōshima và Toku-no-Shima, hai đảo nằm giữa Kyūshū và Okinawa, thuộc địa phận tỉnh Kagoshima (dù gần Okinawa hơn). Mang danh hóa thạch sống, thỏ Amami là phần sót lại của thứ thỏ từng sống trên đất liền châu Á, nay sinh sống trên hai đảo nhỏ Nhật Bản.